# 아제르바이잔 시간
| 하늘 | 서유럽 표준시 그리니치 평균시 (UTC±00:00)                                 |
| 파랑 | 서유럽 표준시 그리니치 평균시 (UTC±00:00) 서유럽 일광 절약 시간대 (UTC+1) |
| 분홍 | 서아프리카 표준시 (UTC+1)                                                 |
| 빨강 | 중앙유럽 표준시 (UTC+1) 중앙유럽 일광 절약 시간대 (UTC+2)                 |
| 노랑 | 동유럽 표준시 (UTC+2)                                                     |
| 금색 | 동유럽 표준시 (UTC+2) 동유럽 일광 절약 시간대 (UTC+3)                     |
| 옥색 | 극동유럽 표준시 (UTC+3)                                                   |

아제르바이잔 시간(아제르바이잔어: Azərbaycanda vaxt, AZT)은 아제르바이잔의 표준 시간대로, UTC (UTC+04:00)보다 4시간 앞선다. 일광 절약 시간제인 아제르바이잔 서머 타임(AZST)은 UTC+05:00보다 1시간 앞선 시간으로 1997년에 도입되어 2016년 3월에 중단되었다.
아제르바이잔 시간은 사마라 시간 (러시아), 아랍에미리트 시간, 조지아 시간, 아르메니아 시간, 세이셸 시간과 동일하다.